# Hugo Schanovsky

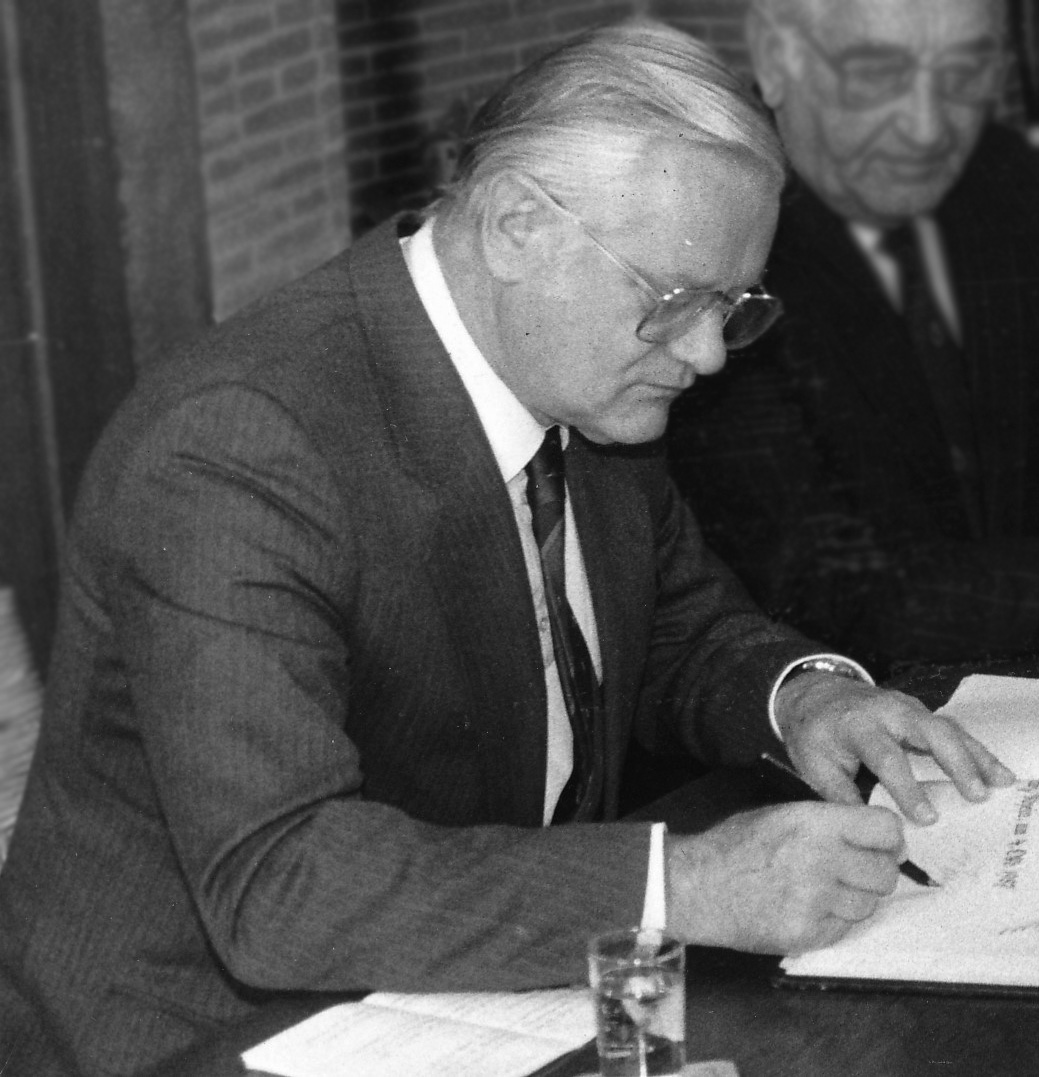
Hugo Schanovsky in Linz am Rhein, 1987

Hugo Schanovsky (* 29. November 1927 in Steyr, Oberösterreich; † 5. November 2014) war ein österreichischer Autor und Politiker und von 1984 bis 1988 Linzer Bürgermeister.

## Leben und Wirken

### Herkunft und Ausbildung
Hugo Schanovsky, Sohn eines Arbeiters in den Steyr-Werken, wohnte in seinen ersten Lebensjahren mit seinen Eltern und seinem Bruder Karl im Alten Wehrgraben in Steyr, einem Stadtteil, in dem zu dem Zeitpunkt vor allem ärmere Menschen wohnten. Nachdem er mit vier Jahren seine Mutter verloren hatte, übersiedelte die Familie nach Linz. Er besuchte in Linz das Gymnasium, wo er – nach einer Unterbrechung 1943 durch Kriegsteilnahme und Gefangenschaft – 1946 maturierte.

### Beruflicher Werdegang
Ein Jahr darauf begann Schanovsky seine berufliche Karriere bei der Pensionsversicherungsanstalt der Arbeiter, wo er in eine leitende Position aufstieg. Ab 1967 war er für die SPÖ im Gemeinderat vertreten, ab 1969 war er Mitglied des Stadtsenats. Er war außerdem von 1969 bis 1979 Kulturstadtrat und von 1979 bis 1984 Vizebürgermeister. Während seiner Zeit als Bürgermeister war er auch Bezirksvorsitzender der SPÖ Linz.
Schanovsky setzte sich dafür ein, das negative Image von Linz als verschmutzte Industriestadt zu bekämpfen, mit dem Slogan „Linz muss die sauberste Industriestadt Österreichs werden“ zog er 1985 erfolgreich in den Wahlkampf. Die von Schanovsky eingeleiteten Umweltschutzmaßnahmen in Kombination mit dem Ausbau kultureller Angebote konnten tatsächlich die Umweltbelastung senken und das schlechte Image der oberösterreichischen Landeshauptstadt erheblich abbauen.

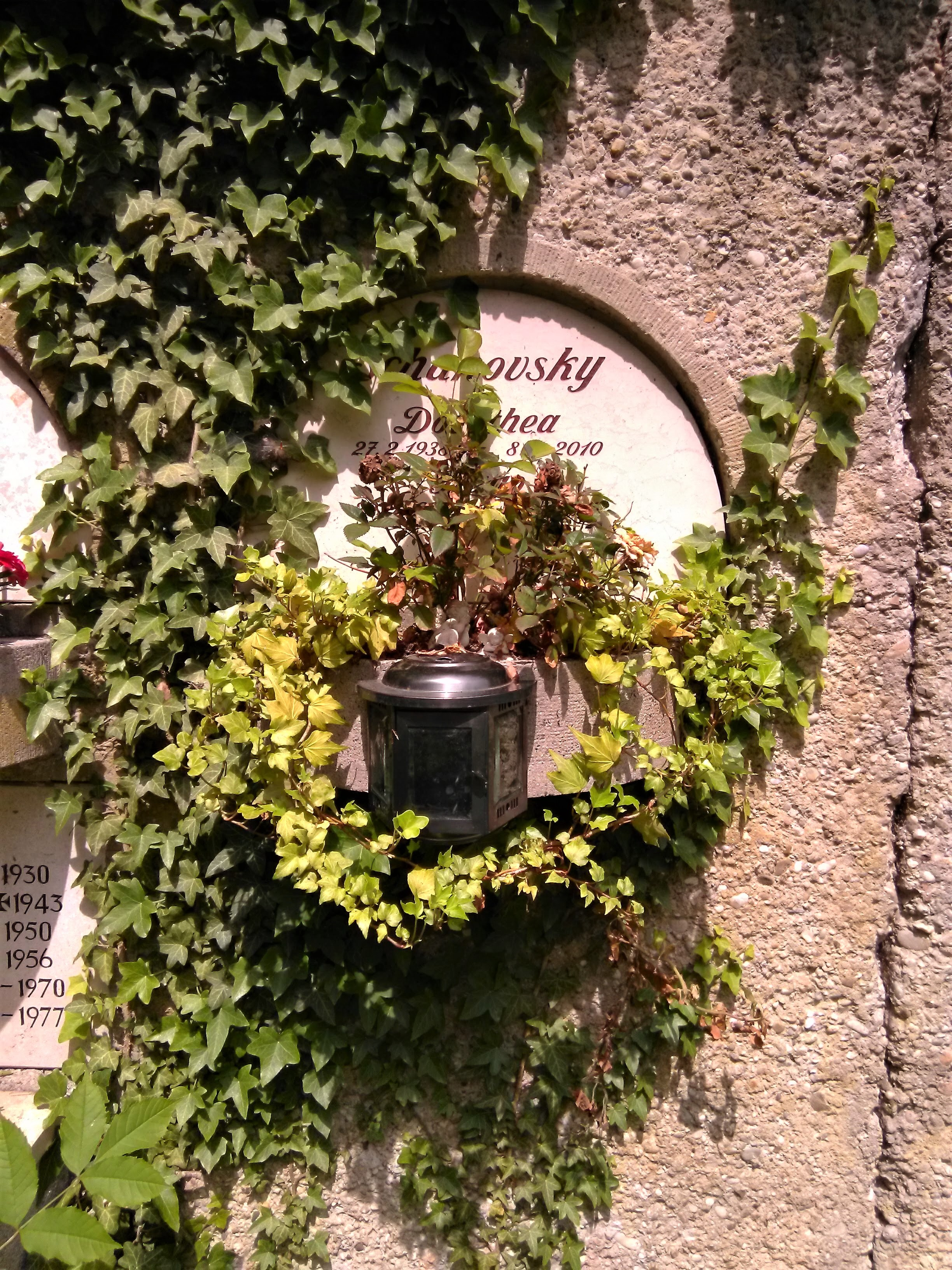
Urnenhain Urfahr, Grabstätte Schanovsky

Am 21. Jänner 1988 übergab Schanovsky sein Amt an Franz Dobusch, der wiederum sein Amt als Bürgermeister der Stadt Linz am 16. Oktober 2013 zurücklegte. Seit 1988 widmete sich Schanovsky seiner Tätigkeit als Schriftsteller. Er starb am 5. November 2014 wenige Wochen vor seinem 87. Geburtstag, und wurde im Urnenhain Urfahr bestattet.

### Familie
Er war seit 1950 mit seiner Frau Dorothea († 2010) verheiratet und wohnte in der Merkursiedlung am Linzer Pöstlingberg. Seine beiden Kinder haben in Germanistik promoviert.

### Schriftstellerisches Wirken
Er veröffentlichte 69 Bücher, Manuskripte für 50 weitere vermachte er der Stadt für die „Sammlung Schanovsky“ im Wissensturm. Eines der zuletzt erschienenen Bücher war die 500 Seiten umfassende Autobiografie Herzblut statt Tinte – ein literarisches Leben. Die Biografie hatte zunächst 1500 Seiten und wurde stark gekürzt. Ende 2008 gab der SP-Pensionistenverband den Prosagedichtband Tod, wo ist dein Stachel …? beim Gutenberg-Verlag heraus. Auch nach zwei Herzinfarkten schrieb Schanovsky weiter.

## Ehrungen
- Ehrenzeichen in Gold der Sudetendeutschen Landsmannschaft in Österreich (1985)
- Ehrensenator der Universität Linz
- Goldenes Verdienstzeichen des Landes Wien

## Veröffentlichungen (Auszug)
- Nur eine Erde. Jugend und Volk, Wien 1983, ISBN 3-224-16659-2.
- Lachen strengstens erlaubt. Landesverlag, Linz 1985, ISBN 3852144337.